# Sokolivka (Sokolivka), Pustomîtî
Sokolivka (în ucraineană Соколівка, în germană Falkenstein) este localitatea de reședință a comunei Sokolivka din raionul Pustomîtî, regiunea Liov, Ucraina. Satul a fost locuit de germanii galițieni.